# Wilfred Bouma
Wilfred Bouma (Helmond, 15 juni 1978) is een voormalig Nederlands betaald voetballer die bij voorkeur in de verdediging speelde. Hij speelde tussen 1994 en 2013 voor PSV, MVV, Fortuna Sittard, Aston Villa en weer PSV. In september 2000 debuteerde hij in het Nederlands voetbalelftal, waarvoor hij 37 interlands speelde en eenmaal scoorde.

## Clubcarrière
Bouma begon in de jeugd als aanvaller, maar zakte gedurende de jaren terug naar het middenveld en vervolgens tot links in de verdediging. Sinds het seizoen 2002/03 was Bouma bij PSV vooral centrumverdediger, maar bij Aston Villa werd hij weer linksback. Als junior kwam Bouma via het Helmondse Rood-Wit '62 bij de jeugd van PSV terecht, waar hij na een jaar in de jeugd aan het hoogste niveau mocht ruiken. Hij debuteerde als invaller op zestienjarige leeftijd in de verloren competitiewedstrijd tegen Willem II, onder trainer Aad de Mos, die na deze wedstrijd ontslagen werd.
Bouma werd uitgeleend aan MVV en Fortuna Sittard, maar PSV haalde hem in het seizoen 1999/00 terug, waarna hij een vaste waarde in Eindhoven werd. In de zomer van 2005 verruilde Bouma PSV voor Aston Villa. Met zijn transfer was een bedrag van circa vijf miljoen euro gemoeid. Sinds juli 2008 speelde Bouma, op twee Europacup-wedstrijden na, niet meer voor Aston Villa door een zware enkelblessure. De club liet hem in de zomer van 2010 transfervrij vertrekken. Vervolgens ging hij meetrainen bij zijn oude club PSV om zijn conditie op peil te houden, onder trainer Fred Rutten. De club stelde hem een contract in het vooruitzicht mits verdediger Carlos Salcido verkocht zou worden. Twee dagen nadat de Mexicaan daadwerkelijk vertrok, legde PSV Bouma voor twee seizoenen vast. De verdediger verlengde zijn contract bij de Eindhovense club eind juni 2012 met een jaar. In 2013 werd zijn contract niet verlengd en kon hij geen andere geschikte club vinden; Bouma maakte een eind aan zijn loopbaan.

## Europacup-wedstrijden
Bouma speelde op donderdag 25 augustus 2011 met PSV in de voorronde van de UEFA Europa League, thuis tegen SV Ried (5–0 winst). Dat was voor hem persoonlijk de 67e keer dat hij een Europacup-wedstrijd speelde in dienst van PSV. Daarmee evenaarde Bouma het aantal van Willy van de Kerkhof. Alleen Jan Heintze had op dat moment nog meer Europa Cup-duels gespeeld voor PSV(75). Op 15 maart 2011 evenaarde Bouma ook Heintze, door in de kwartfinale van de Europa League thuis tegen Valencia te starten. In het seizoen 2012-2013 speelde Bouma nog 3 Europese wedstrijden voor PSV, waardoor hij nu met 78 Europese wedstrijden de PSV’er is die de meeste Europese wedstrijden speelde.

## Trainerscarrière
Hij liep in 2015 stage als jeugdtrainer bij PSV. Sinds 2019 was Bouma assistent-trainer bij Jong PSV, onder hoofdtrainer Peter Uneken. Bouma vervulde de rol van assistent-trainer bij Jong PSV tot juni 2021, waarna hij in juli 2021 als assistent-trainer werd aangesteld bij PSV onder 18. Een jaar later keerde hij weer terug als assistent-trainer bij Jong PSV.

## Clubstatistieken
| Seizoen | Club                     | Competitie     | Duels | Goals |
| ------- | ------------------------ | -------------- | ----- | ----- |
| 1994/95 | PSV                      | Eredivisie     | 1     | 0     |
| 1995/96 | PSV                      | Eredivisie     | 4     | 0     |
| 1996/97 | PSV                      | Eredivisie     | 1     | 0     |
| 1996/97 | → MVV (huur)             | Eerste divisie | 18    | 7     |
| 1997/98 | → MVV (huur)             | Eredivisie     | 33    | 6     |
| 1998/99 | → Fortuna Sittard (huur) | Eredivisie     | 33    | 5     |
| 1999/00 | PSV                      | Eredivisie     | 27    | 9     |
| 2000/01 | PSV                      | Eredivisie     | 20    | 0     |
| 2001/02 | PSV                      | Eredivisie     | 27    | 3     |
| 2002/03 | PSV                      | Eredivisie     | 27    | 1     |
| 2003/04 | PSV                      | Eredivisie     | 32    | 5     |
| 2004/05 | PSV                      | Eredivisie     | 28    | 1     |
| 2005/06 | PSV                      | Eredivisie     | 3     | 0     |
| 2005/06 | Aston Villa              | Premier League | 20    | 0     |
| 2006/07 | Aston Villa              | Premier League | 25    | 0     |
| 2007/08 | Aston Villa              | Premier League | 38    | 1     |
| 2008/09 | Aston Villa              | Premier League | 0     | 0     |
| 2009/10 | Aston Villa              | Premier League | 0     | 0     |
| 2010/11 | PSV                      | Eredivisie     | 26    | 3     |
| 2011/12 | PSV                      | Eredivisie     | 27    | 1     |
| 2012/13 | PSV                      | Eredivisie     | 23    | 0     |
| Totaal  | Totaal                   | Totaal         | 413   | 42    |

## Interlandcarrière
Onder leiding van bondscoach Louis van Gaal debuteerde Bouma voor het Nederlands voetbalelftal op 2 september 2000 in de WK-kwalificatiewedstrijd tegen Ierland (2–2), net als zijn PSV-clubgenoot Arnold Bruggink. Hij begon die wedstrijd in de basis. Bouma nam met Nederland driemaal deel aan het Europees kampioenschap: in 2004, 2008 en 2012.
| Interlands van Wilfred Bouma voor Nederland | Interlands van Wilfred Bouma voor Nederland | Interlands van Wilfred Bouma voor Nederland | Interlands van Wilfred Bouma voor Nederland | Interlands van Wilfred Bouma voor Nederland | Interlands van Wilfred Bouma voor Nederland |
| №                                           | Datum                                       | Wedstrijd                                   | Uitslag                                     | Competitie                                  | Goals                                       |
| Als speler van PSV                          | Als speler van PSV                          | Als speler van PSV                          | Als speler van PSV                          | Als speler van PSV                          | Als speler van PSV                          |
| ------------------------------------------- | ------------------------------------------- | ------------------------------------------- | ------------------------------------------- | ------------------------------------------- | ------------------------------------------- |
| 1                                           | 2 september 2000                            | Nederland – Ierland                         | 2 – 2                                       | WK-kwalificatie                             | 0                                           |
| 2                                           | 7 oktober 2000                              | Cyprus – Nederland                          | 0 – 4                                       | WK-kwalificatie                             | 0                                           |
| 3                                           | 11 oktober 2000                             | Nederland – Portugal                        | 0 – 2                                       | WK-kwalificatie                             | 0                                           |
| 4                                           | 24 maart 2001                               | Andorra – Nederland                         | 0 – 5                                       | WK-kwalificatie                             | 0                                           |
| 5                                           | 21 augustus 2002                            | Noorwegen – Nederland                       | 0 – 1                                       | Vriendschappelijk                           | 0                                           |
| 6                                           | 16 oktober 2002                             | Oostenrijk – Nederland                      | 0 – 3                                       | EK-kwalificatie                             | 0                                           |
| 7                                           | 19 november 2003                            | Nederland – Schotland                       | 6 – 0                                       | EK-kwalificatie                             | 0                                           |
| 8                                           | 18 februari 2004                            | Nederland – Verenigde Staten                | 1 – 0                                       | Vriendschappelijk                           | 0                                           |
| 9                                           | 28 april 2004                               | Nederland – Griekenland                     | 4 – 0                                       | Vriendschappelijk                           | 0                                           |
| 10                                          | 29 mei 2004                                 | Nederland – België                          | 0 – 1                                       | Vriendschappelijk                           | 0                                           |
| 11                                          | 1 juni 2004                                 | Nederland – Faeröer                         | 3 – 0                                       | Vriendschappelijk                           | 0                                           |
| 12                                          | 5 juni 2004                                 | Nederland – Ierland                         | 0 – 1                                       | Vriendschappelijk                           | 0                                           |
| 13                                          | 15 juni 2004                                | Duitsland – Nederland                       | 1 – 1                                       | EK-eindronde                                | 0                                           |
| 14                                          | 19 juni 2004                                | Tsjechië – Nederland                        | 3 – 2                                       | EK-eindronde                                | 1                                           |
| 15                                          | 26 juni 2004                                | Nederland – Zweden                          | 0 – 0                                       | EK-eindronde                                | 0                                           |
| 16                                          | 30 juni 2004                                | Portugal – Nederland                        | 2 – 1                                       | EK-eindronde                                | 0                                           |
| 17                                          | 3 september 2004                            | Nederland – Liechtenstein                   | 3 – 0                                       | Vriendschappelijk                           | 0                                           |
| 18                                          | 9 oktober 2004                              | Macedonië – Nederland                       | 2 – 2                                       | WK-kwalificatie                             | 0                                           |
| 19                                          | 30 maart 2005                               | Nederland – Armenië                         | 2 – 0                                       | WK-kwalificatie                             | 0                                           |
| 20                                          | 17 augustus 2005                            | Nederland – Duitsland                       | 2 – 2                                       | Vriendschappelijk                           | 0                                           |
| Als speler van Aston Villa                  |                                             |                                             |                                             |                                             |                                             |
| 21                                          | 7 februari 2007                             | Nederland – Rusland                         | 4 – 1                                       | Vriendschappelijk                           | 0                                           |
| 22                                          | 24 maart 2007                               | Nederland – Roemenië                        | 0 – 0                                       | EK-kwalificatie                             | 0                                           |
| 23                                          | 28 maart 2007                               | Slovenië – Nederland                        | 0 – 1                                       | EK-kwalificatie                             | 0                                           |
| 24                                          | 2 juni 2007                                 | Zuid-Korea – Nederland                      | 0 – 2                                       | Vriendschappelijk                           | 0                                           |
| 25                                          | 22 augustus 2007                            | Zwitserland – Nederland                     | 2 – 1                                       | Vriendschappelijk                           | 0                                           |
| 26                                          | 8 september 2007                            | Nederland – Bulgarije                       | 2 – 0                                       | EK-kwalificatie                             | 0                                           |
| 27                                          | 12 september 2007                           | Albanië – Nederland                         | 0 – 1                                       | EK-kwalificatie                             | 0                                           |
| 28                                          | 13 oktober 2007                             | Roemenië – Nederland                        | 1 – 0                                       | EK-kwalificatie                             | 0                                           |
| 29                                          | 17 oktober 2007                             | Nederland – Slovenië                        | 2 – 0                                       | EK-kwalificatie                             | 0                                           |
| 30                                          | 17 november 2007                            | Nederland – Luxemburg                       | 1 – 0                                       | EK-kwalificatie                             | 0                                           |
| 31                                          | 21 november 2007                            | Wit-Rusland – Nederland                     | 2 – 1                                       | EK-kwalificatie                             | 0                                           |
| 32                                          | 26 maart 2008                               | Oostenrijk – Nederland                      | 3 – 4                                       | Vriendschappelijk                           | 0                                           |
| 33                                          | 24 mei 2008                                 | Nederland – Oekraïne                        | 3 – 0                                       | Vriendschappelijk                           | 0                                           |
| 34                                          | 13 juni 2008                                | Frankrijk – Nederland                       | 1 – 4                                       | EK-eindronde                                | 0                                           |
| 35                                          | 17 juni 2008                                | Nederland – Roemenië                        | 2 – 0                                       | EK-eindronde                                | 0                                           |
| Als speler van PSV                          |                                             |                                             |                                             |                                             |                                             |
| 36                                          | 26 mei 2012                                 | Nederland – Bulgarije                       | 1 – 2                                       | Vriendschappelijk                           | 0                                           |
| 37                                          | 30 mei 2012                                 | Nederland – Slowakije                       | 2 – 0                                       | Vriendschappelijk                           | 0                                           |

## Erelijst
PSV
- Eredivisie: 1996/97, 1999/00, 2000/01, 2002/03, 2004/05
- KNVB beker: 1995/96, 2004/05, 2011/12
- Johan Cruijff Schaal: 1996, 2000, 2001, 2003, 2012

 MVV
- Eerste divisie: 1996/97

 Aston Villa
- UEFA Intertoto Cup: 2008 (een van elf)

## Privé
Bouma is getrouwd en heeft een zoon en een dochter.